# Shut Up & Dance
Shut Up & Dance is een Brits danceduo uit Londen dat bestaat uit Philip 'PJ' Johnson en Carl 'Smiley' Hyman en dat een mix maakt tussen breakbeat, rave, hiphop en reggae. Ze bezitten daarnaast het label Shut Up And Dance Records, waarop hun muziek wordt uitgebracht. De teksten en titels van tracks zijn geregeld politiek van aard. Het duo is het meest bekend van Raving I'm Raving (1992) en Save It 'Til The Mourning After (1995), dat ook in Nederland een bescheiden hit was. Ze speelden een belangrijke rol in de opkomst van de Britse rave en breakbeat. Ook zijn ze verantwoordelijk voor de doorbraak van zangeres Nicolette en de Ragga Twins, voor wie zij de debuutalbums produceerden.

## Begin
Johnson en Hyman leren elkaar in 1984 kennen op de middelbare school. Beide raken ze gegrepen door de hiphop, die op dat moment populair wordt. Beide zijn actief in de hiphopscene van de jaren tachtig. Aanvankelijk werken ze ook met DJ Hype, die ook een schoolgenoot van het duo is. Die kiest echter voor een andere muzikale koers. Ze beginnen samen in 1988 als Shut Up And Dance en brengen op hun gelijknamige label singles uit die ze vanuit de kofferbak van een Ford Escort distribueren. Het rapnummer 5, 6, 7, 8 (1989), dat voor hiphop ongewoon snel is, wordt een kleine hit in eigen land. Daarna verschijnen de singles £20 to Get In (1990) en Lamborghini (1990), die de brug maken tussen instrumentale hiphop en de opkomende ravescene van dat moment. Ze brengen het album Dance Before The Police Come! uit. Als Rum & Black brengen ze Without Ice uit, dat minder hiphopelementen bevat. De bekende hiphopbeats worden versneld en aangevuld met elementen uit de acidhouse. Het nummer Autobiography of a Crackhead (1992), waarop een bijdrage van Kevin Rowland aanwezig is, is een aanklacht tegen het opkomende crackprobleem in London. Op de B-kant staan een track met de naam The Green Man, dat verwijst naar een pub waar veel crack wordt verkocht. De pub wijzigt daarna zijn naam. Naast hun eigen tracks bouwen ze ook hun label uit. Twee markante namen die ze aantrekken zijn de groep Ragga Twins en  de zangeres Nicolette. Ze produceren voor hen de albums Reggae Owes Me Money (1991) en Now Is Early (1992).

## Raving I'm Raving
In 1992 hebben ze met het nummer Raving I'm Raving een flinke hit te pakken. Het nummer bereikt de tweede plaats van de Britse hitlijsten. Het refreintje is gebaseerd op het nummer Walking in Memphis van Marc Cohn en wordt ingezongen door MC Peter Bouncer. Cohn is niet te spreken over het gebruik van zijn nummer zonder toestemming en laat het nummer via de rechter uit de handel nemen. Ook dwingt hij af dat de opbrengsten van de al uitgegeven 50.000 platen aan een goed doel moeten worden gegeven. Dat zorgt ervoor dat de single de nummer-één-positie net misloopt. Erger nog is het feit dat ze door de rel op de radar van andere platenmaatschappijen zijn gekomen. Er komen daarna meerdere claims binnen voor illegale samples die ze in hun eerdere platen gebruikt hebben. Er wordt wel een nieuwe versie gemaakt zonder de omstreden samples. In 1996 wordt het idee achter de single nog eens overgedaan door de Duitse act Scooter. De perikelen rondom de samples leiden tot een faillissement van het label. Pas in 1994 kunnen ze een doorstart maken.

## Latere carrière
Naarmate de ravescene weer ten onder gaat en de meeste producers naar andere genres uitwijken, gaat blijft Shut Up And Dance het eigen geluid trouw. Maar ze haken met nieuwe projecten ook aan bij de ontwikkelingen van dat moment. Als Red Light brengen ze drum & bass-tracks uit. Ze beginnen ook een dj-set naast hun liveact. In 1995 maken ze een tijdelijke stap terug naar hun oude hiphopgeluid met het album Black Men United. Dat brengen ze bij uitzondering niet op hun eigen label uit, maar op Pulse-8. Op het album staan naast eigen raps ook diverse gastbijdragen. Hiermee weten ze nog eenmaal de hitlijsten te bestormen met de single Save It 'Til The Mourning After, die draait om een sample van Save a Prayer van  Duran Duran. Ook in Nederland komen ze daarmee tot nummer 41 in de top 100. Dat lukt ook nog met I Love U, dat ze samen met Richie Davis en Professor T opnemen. Heel relevant is Shut Up & Dance daarna niet meer. Toch brengen ze nog tot 2009 singles en twee albums. Op Reclaim The Streets werken ze weer een keer samen met hun oude vriend DJ Hype. Het album is deels een protest tegen de Irakoorlog met de nummers Arrest The President en Eleven September, dat ze met punkactivist Jamie Reid opnemen. Veel stof doet het niet opwaaien. Hun omvangrijke oeuvre wordt verzameld op How The East Was Won 1989 - 2009 (2009). In 2018 verschijnen er weer enkele singles van hun Red Light-project.

## Discografie
- Dance Before The Police Come! (1990)
- Rum & Black – Without Ice (1991)
- Death Is Not The End (1992)
- Black Men United  (1995)
- Reclaim The Streets (2003)
- The Great British Public (2007)
- How the East Was Won 1989-2009 (compilatie) (2009)

| Single met eventuele hitnotering(en) in de Nederlandse Top 40 | Datum van verschijnen | Datum van binnenkomst | Hoogste positie | Aantal weken | Opmerkingen                     |
| ------------------------------------------------------------- | --------------------- | --------------------- | --------------- | ------------ | ------------------------------- |
| Save It 'til the Mourning After                               |                       | 22-04-1995            | tip2            | -            |                                 |
| I Love U                                                      |                       | 12-08-1995            | tip19           | -            | met Richie Davis en Professor T |